# Hugh Palliser

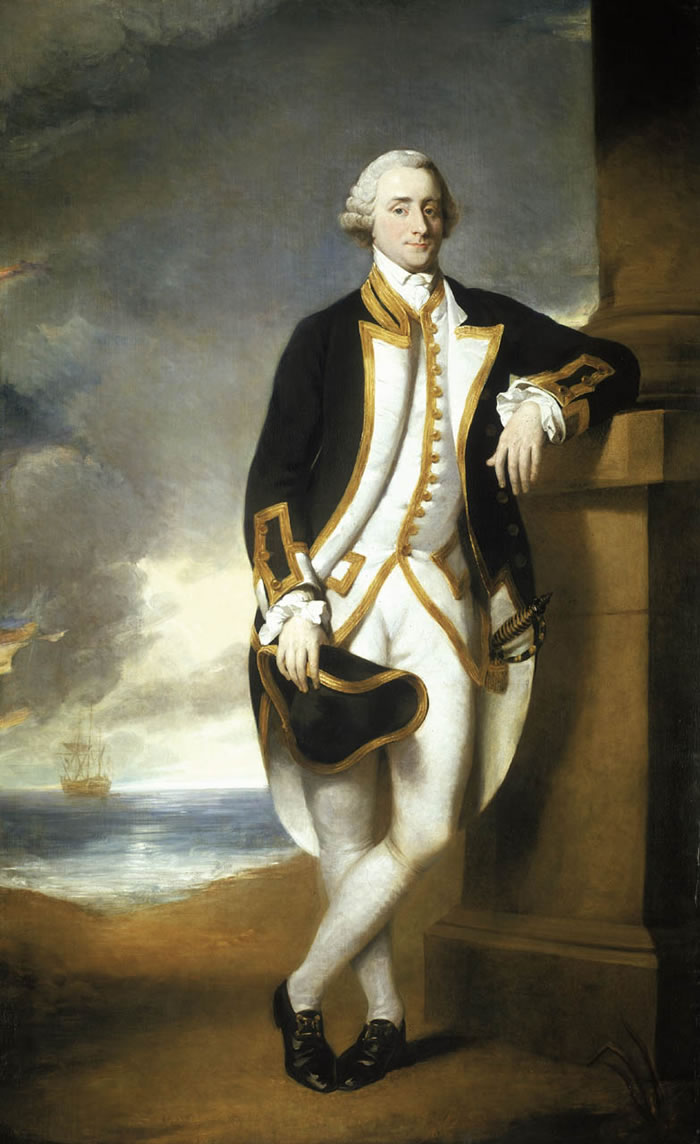
Hugh Palliser, Gemälde von George Dance dem Jüngeren, vor 1775, National Maritime Museum, London

Sir Hugh Palliser, 1. Baronet (* 22. Februar 1722 in Kirk Deighton, West Riding of Yorkshire, England; † 19. März 1796 in Chalfont St Giles, Buckinghamshire, England) war ein britischer Marineoffizier, zuletzt im Rang eines Admiral of the White.

## Werdegang
Hugh Palliser entstammte einer Familie der englischen Gentry und war der einzige Sohn und Erbe des Hugh Palliser aus dessen Ehe mit Mary Robinson. Sein Vater war Captain der Royal Navy und besaß einige Ländereien in Yorkshire und Irland. Seine Eltern starben, als er noch jung war, weshalb er und seine Schwestern vermutlich bei Verwandten seiner Mutter aufwuchsen. Im Alter von elf Jahren trat er in die Royal Navy ein. 1735 wurde er Midshipman auf der Aldborough, die von seinem Onkel Nicolas Robinson kommandiert wurde. Er folgte seinem Onkel auf weitere Schiffe nach, u. a. der Kennington, der Tiger und auf die Essex.
1741 erreichte er den Rang eines Lieutenant unter Captain John Norris auf der Essex. Im Juli 1746 wurde er erster Offizier auf der Weazel und im November 1746 zum Captain befördert Kommandant der Captain. Als Kommandant der Sutherland kehrte er nach England zu einem Erholungsaufenthalt zurück, um einige Verletzungen auszukurieren. Nach erfolgreicher Genesung erhielt er erneut ein Kommando, diesmal als Kommandant der Sheerness. Diesen Posten hatte er bis zur Außerdienststellung des Schiffes 1750 inne.
Während des Siebenjährigen Krieges kommandierte er die Eagle und ab 1758 die Shrewsbury. Danach diente er in der Kanalflotte unter George Anson und war 1759 an Operationen während der Schlacht auf der Abraham-Ebene in Québec, Neufundland, beteiligt. Im selben Jahr erhielt er den Auftrag die Siedlung St. John’s von den Franzosen zurückerobern, diese hatten jedoch einen Tag vor seiner Ankunft kapituliert und er konnte die älteste englische Ansiedlung Nordamerikas kampflos einnehmen.

## Gouverneur von Neufundland
Nach der endgültigen formalen Aufgabe ihrer Kolonien in Kanada im Pariser Frieden 1763 seitens der Franzosen wurde Palliser, inzwischen Commodore, 1764 zum Gouverneur der Kolonie Neufundland ernannt. In dieser Funktion, die er vier Jahre innehatte, war er gleichzeitig Oberbefehlshaber über die Flotte der Kolonie, der Newfoundland Squadron. In dieser Rolle unterstützte er aktiv den Aufbau einer Fischerei, um für die Royal Navy ausgebildete Seeleute zu haben.
1770, mittlerweile war er wieder nach Großbritannien zurückgekehrt, wurde ihm die Finanzverwaltung der Marine überstellt. Am 6. August 1773 wurde ihm in der Baronetage of Great Britain der erbliche Adelstitel Baronet, of The Vache in the County of Buckingham, verliehen. 1774 wurde er für das Borough Scarborough in Yorkshire in das Britische Unterhaus gewählt. 1775 erfolgte die Ernennung zum Rear-Admiral, und unter John Montagu, 4. Earl of Sandwich wurde er einer der Lords der Admiralität und erhielt die Bezahlung eines Lieutenant-General der Marineinfanterie. Im Jahre 1778 wurde er zum Vice-Admiral befördert. Offenbar hatte er gute Verbindungen innerhalb der Admiralität und wurde von Vorgesetzten wie Lord Sandwich bevorzugt behandelt. Als sich jedoch das politische Klima änderte, wurde der bekennende Tory 1778 dem Admiral Augustus Keppel, einem Whig, Gegner des Krieges gegen die amerikanischen Kolonien und Oberbefehlshaber der Kanalflotte, unterstellt.

## Amerikanischer Unabhängigkeitskrieg
Die politischen Auseinandersetzungen zwischen den beiden Kontrahenten sollten sich auch auf dem Schlachtfeld niederschlagen. In der ersten Schlacht von Ouesant, die ergebnislos verlief, verweigerte Palliser die Verfolgung des sich bei schlechter See zurückziehenden französischen Geschwaders. Das anschließende Seegerichtsverfahren, welches von den Presseorganen beider Parteien leidenschaftlich kommentiert wurde, endete mit der Entlassung Keppels und Pallisers, zudem verschärften sich die Auseinandersetzungen innerhalb der Royal Navy.
1780 wurde er jedoch auf Initiative Lord Sandwichs zum Vorsitzenden des größten britischen Seefahrerkrankenhauses Greenwich Hospital ernannt und noch im selben Jahr als Kandidat für den Wahlkreis Huntingdon für vier Jahre in das Parlament gewählt. Im September 1787 wurde er schließlich zum Admiral of the Blue und im Februar 1793 zum Admiral of the White befördert.
Hugh Palliser starb 1796 auf seinem Landgut The Vache bei Chalfont St Giles in Buckinghamshire. Er blieb unverheiratet, aber hinterließ einen illegitimen Sohn, George Thomas (1759–1829), der sein Landgut erbte und 1796 den Familiennamen Palliser annahm. Sein Baronettitel fiel an seinen Großneffen Hugh Palliser Walters (1768–1813), der hierzu 1798 den Familiennamen Palliser annahm.

## Hugh Palliser und James Cook

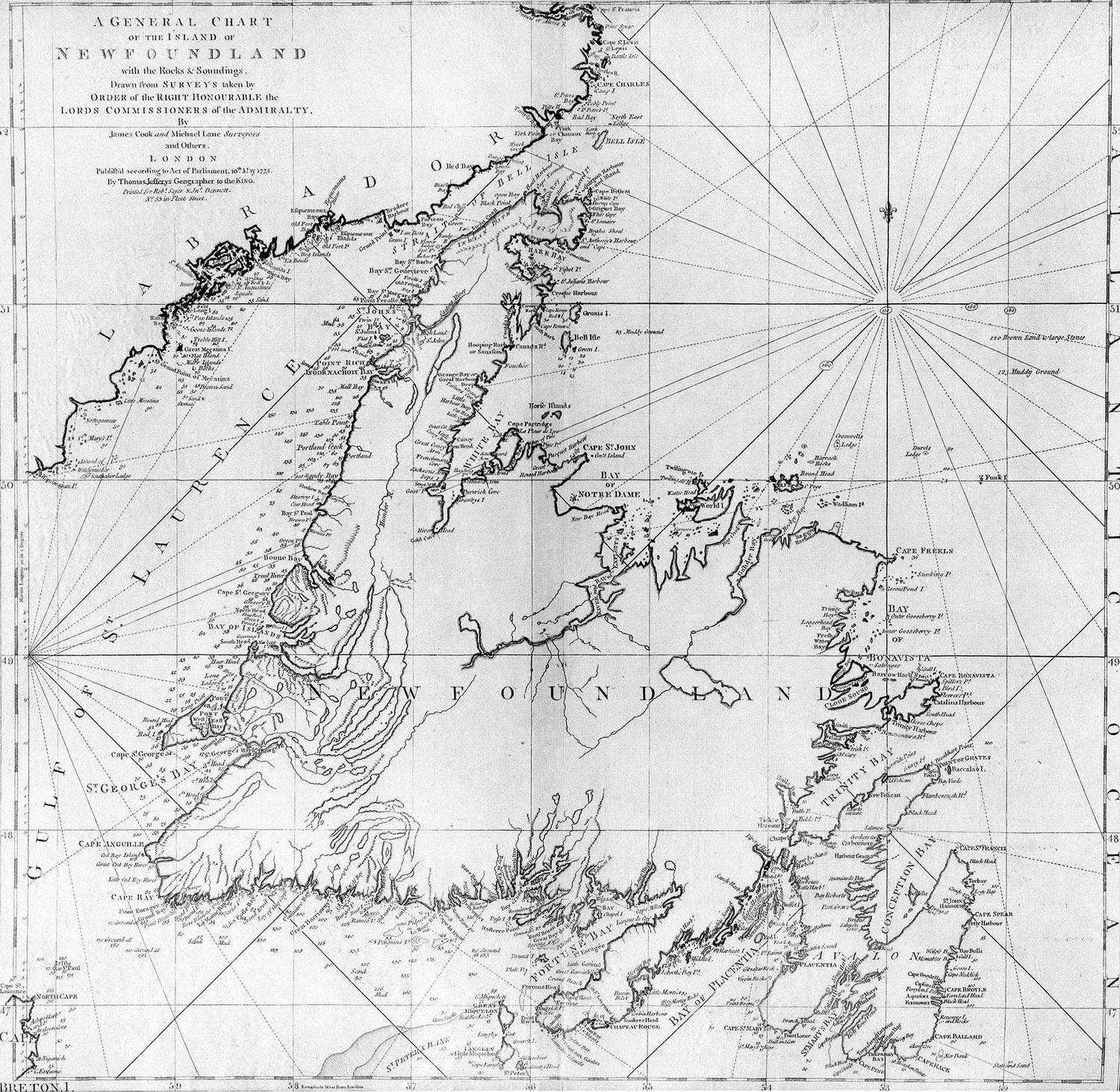
James Cooks Karte von Neufundland 1775

James Cook, der ebenfalls aus Yorkshire stammte, diente als Master’s Mate auf der Eagle unter Palliser zwischen 1755 und 1758. Palliser erkannte offenbar Cooks Fähigkeiten und unterstützte dessen Beförderung zum Master 1757. Cook, ein ausgezeichneter Kartograph, half Palliser bei den Vorbereitungen zur Belagerung Québecs 1759. Nach Pallisers Ernennung zum Gouverneur von Neufundland gab er Cook den Auftrag, eine Karte der Provinz zu erstellen, die nach ihrer Veröffentlichung aufgrund ihrer Detailgenauigkeit allgemein bewundert wurde.
Mit der ersten Expeditionsreise Cooks 1768, die von Palliser politisch und finanziell unterstützt wurde, trennten sich die Wege der beiden Männer. Cook hatte seinen Förderer jedoch nicht vergessen und benannte mehrere Orte nach ihm: die Palliser-Inseln in Französisch-Polynesien, eine Bucht am Südende der Nordinsel Neuseelands (Palliser Bay) und den südlichsten Punkt der Nordinsel Neuseelands (Cape Palliser).
Nachdem Cook 1779 am Strand von Hawaii ermordet worden war, setzte ihm Palliser auf seinem Anwesen The Vache in Buckinghamshire ein Denkmal.